# 冥河水母
冥河水母，俗稱為「巨型幻影果凍」（Giant phantom jelly），是隸屬羊鬚水母科的巨型深海水母，為單型屬。冥河水母相當罕見，從1901年發現以來僅被目擊到114次，但據信除北冰洋外廣泛分佈於世界各地。
MBARI的遙控潛水器在近27年來只有27次冥河水母的目擊次數。英國海洋生物學協會則有一項研究，觀察棲息於墨西哥灣的四隻冥河水母，研究顯示牠們的分布範圍遠比之前認為的還要廣泛。冥河水母被認為足以列入所棲息生態系中體型最大的無脊椎掠食者，在半深海带較為常見，但棲息深度可達6,665（21,867英尺）。

## 描述
冥河水母的傘狀體最大可達1（3.3英尺）寬，傘狀體上的軟組織具有延展性，可使冥河水母的體型擴張至原本的4~5倍，可能被用於包裹牠們的獵物。冥河水母還長有四條槳狀的觸手，長度可達10（33英尺），呈V字形，基部較寬，末端則較細瘦。觸手上不具有刺絲胞，而是透過包裹或纏捲的方式來困住牠們的獵物，包括浮游生物和小魚。冥河水母體表在可見光下為橘紅色，但在深海中，由於紅光、橙光、黃光會先被吸收，橘紅色的冥河水母在其中就會變為難以被察覺的黑色，融入周遭環境之中。此外，冥河水母的身體主要是由海綿組織與膠質組成，這讓牠們得以承受高達5,800psi的水壓。

## 行為
冥河水母是深海生態系中體型最大的無脊椎動物掠食者之一，主要以小型魚類及浮游生物為食。牠們傾向棲息於較為貧瘠的地帶，在這裡冥河水母較能避免與其他掠食者競爭；其他掠食者則多半偏好具有豐富營養的地區（例如沿岸或含上升流的水域）。會與冥河水母競爭的掠食者主要為魷魚和鯨魚 。
體型較大的冥河水母個體多半於中層帶或半深海帶的海底熱泉附近發現，推測是因為該地帶具有豐富的浮游生物；離海底熱泉越遠，則發現的水母體型越小，顯示浮游生物對於牠們是極為重要的食物來源，食物的豐富程度也會影響到牠們體型的發育。此外，在浮游生物數量較為豐富的早春至早夏季節也較能發現冥河水母的身影。
冥河水母和深海的大洋極深鼬鳚之間存有共生關係，這也是第一次記錄到有鼬魚目物種與其他物種間存在著共生行為。大洋極深鼬鳚會以冥河水母的傘狀體做為居所，並會協助移除冥河水母身上的寄生蟲；即使強制將兩者分開，大洋極深鼬鳚仍然會設法游回冥河水母身旁，仰賴側線去偵測冥河水母游動時所產生的水流來探查其位置。

## 發現史
冥河水母最早於1899年發現，重量約90磅（41），但一直到1959年才被正式發表命名為新種。即使在這之後的110年間（1899年至2009年）僅有發現118隻冥河水母的個體，牠們所分泌的凝膠狀黏液卻時常發現會造成排水孔堵塞，這代表冥河水母有可能是會成群行動的物種。其他缽水母綱的大型物種也曾有在北美洲西岸目擊到大量成群的案例。然而，目前冥河水母的目擊紀錄都僅於發現單一個體。
冥河水母棲息於北冰洋外的所有海洋，多半發現於緯度61ºN–75ºS、經度135ºW–153ºE。在較高緯度的海域中，冥河水母多半發現於中層帶至透光帶；在較低緯度的海域中，則多半發現於半深海帶至中層帶。

## 外部連結
- Giant phantom jelly （页面存档备份，存于） - 蒙特利灣水族館研究所（英语：Monterey Bay Aquarium Research Institute）
- Giant, cryptic ocean dweller filmed roaming the deep sea （页面存档备份，存于） - "Mashable"
- Rare monster jellyfish caught on tape （页面存档备份，存于） – 探索頻道
- Distribution of Stygiomedusa gigantea （页面存档备份，存于） – Ocean Biodiversity Information System